# ماهر جاسم
ماهر جاسم لاعب كرة قدم إماراتي يلعب حالياً في نادي فليتوود يونايتد.

## مسيرة اللاعب
شارك مع منتخب شباب الإمارات في كأس الأمم الآسيوية للشباب 2008، وكأس العالم للشباب 2009، وشارك أساسياً مع فريقه السابق الوصل ، سجل ماهر جاسم 8 أهداف مع فريق الوصل في آخر 3 مواسم. لعب خليجي 20 في عدن مع المنتخب الإماراتي و شارك أساسيا في جميع مباريات المنتخب. لعب مع نادي الوصل ونادي الشعب ونادي حتا ونادي الحمرية ونادي الذيد ونادي جلف يونايتد ونادي فليتوود يونايتد.

## روابط خارجية
- ماهر جاسم على موقع Soccerway.com (الإنجليزية)
- ماهر جاسم على موقع كووورة